# Drum național 71
Der Drum național 71 (rumänisch für „Nationalstraße 71“, kurz DN71) ist eine Hauptstraße in Rumänien.

## Verlauf
Die Straße zweigt in Tărtășești vom Drum național 7 nach Nordwesten ab und verläuft über die Kreishauptstadt Târgoviște, wo sie den Drum național 72 kreuzt, den Fluss  Ialomița flussaufwärts über Pucioasa und über das Bucegi-Gebirge nach Sinaia im Tal der Prahova. Dort endet sie am Drum național 1 (Europastraße 60).
Die Länge der Straße beträgt rund 110 Kilometer.